# Malcom (futebolista)
Malcom Filipe Silva de Oliveira (São Paulo, 26 de fevereiro de 1997) é um futebolista brasileiro com cidadania russa que atua como ponta-direita. Atualmente joga no Al-Hilal, da Arábia Saudita.

## Carreira

### Corinthians

#### 2014
Malcom iniciou a sua carreira nas categorias de base do Corinthians e despontou na Copa São Paulo de 2014. Após o término da competição, foi integrado a equipe principal pelo treinador Mano Menezes.
No dia 7 de setembro de 2014, aos 17 anos, Malcom fez a sua estreia pelo Corinthians, contra o Criciúma, pelo Brasileirão. 11 dias após a sua estreia profissionalmente, no 18 de setembro de 2014, marcou seu primeiro gol profissionalmente, diante da Chapecoense pelo Campeonato Brasileiro. No seu ano de estreia, em 2014, participou de 25 partidas, marcando dois gols.

#### 2015
Em 2015, aos 18 anos, conquistou o Campeonato Brasileiro pelo Corinthians, seu primeiro titulo nacional. Titular em vários jogos, no total o atacante participou de 46 jogos pelo Corinthians, marcando oito gols e dando uma assistência.
Nesse ano foi convocado para Seleção Brasileira Sub-20 para 12 jogos, onde marcou um gol e deu duas assistências. Nesse ano participou do Mundial Sub 20 e do Campeonato Sul-Americano Sub-20.

#### 2016
Disputou apenas duas partidas pelo Timão em 2016. O atacante voltou a ser convocado para Seleção Brasileira Sub-20 e atuou em dois jogos, onde marcou um gol e deu um assistência. Também foi convocado para Seleção Brasileira Sub-23, onde participou de um jogo. Logo no início da temporada foi vendido ao Bordeaux.

### Bordeaux
Após se despedir do Corinthians, Malcom foi vendido para o Bordeaux no dia 30 de janeiro de 2016, por 5 milhões de euros. Marcou seu primeiro gol pela equipe no dia 10 de fevereiro, numa derrota por 4 a 1 para o Saint Etienne, pela Copa da França.

#### 2016–17

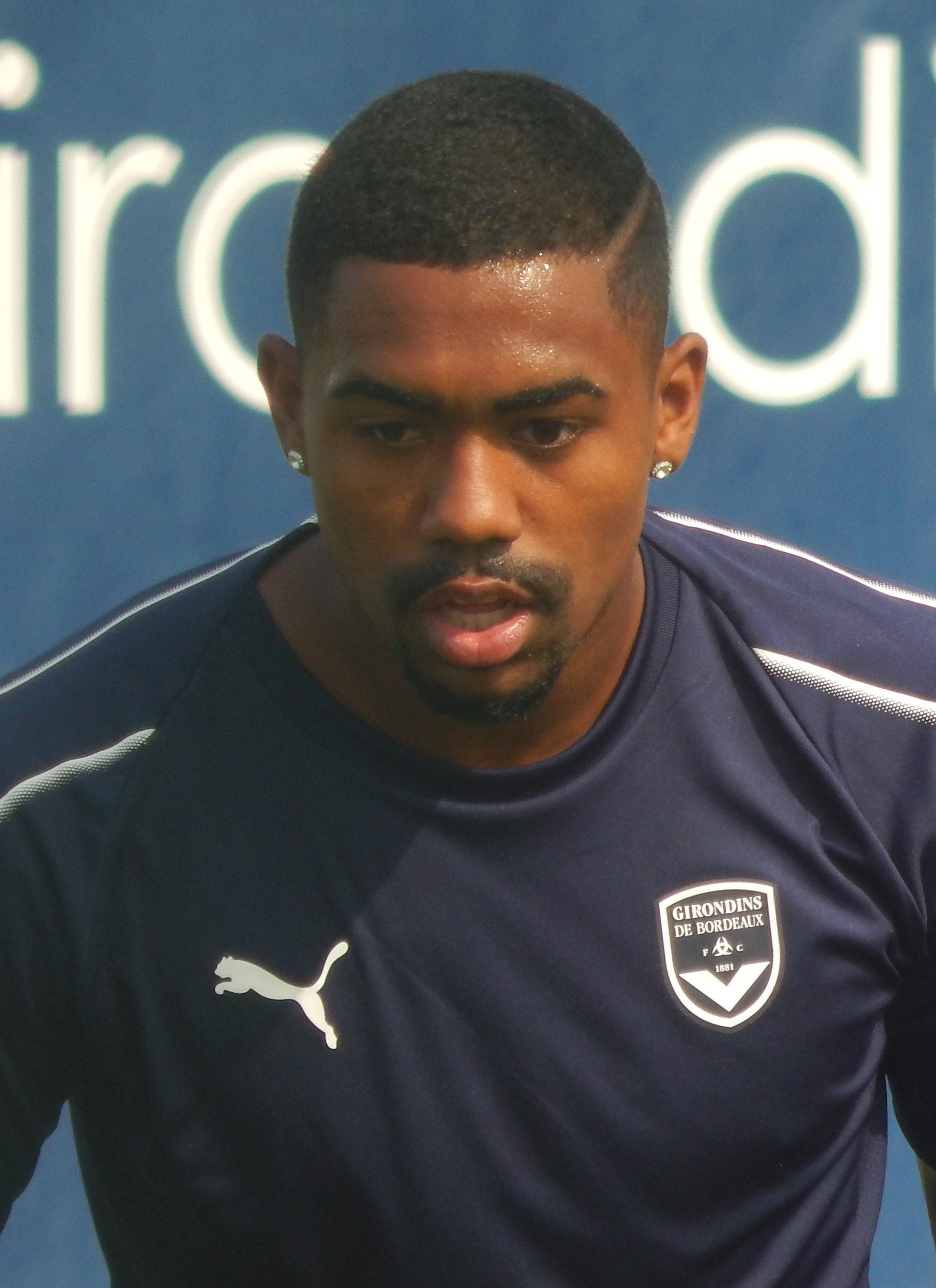
Malcom pelo Bordeaux.

Após uma primeira temporada de adaptação, Malcom estreou na Ligue 1 de 2016–17 estufando as redes do AS Saint-Etienne com uma cobrança de falta aos 72 minutos. A cobrança garantiu o terceiro gol de seu time que venceu a partida por 3 a 2.
Na sequência, o jogador continuou vivendo grandes momentos na França. Sua equipe conseguiu chegar até as quartas de final da Copa da França de Futebol de 2016–17, com o brasileiro marcando gol nas duas primeiras partidas. O Bordeaux também foi longe na Copa da Liga Francesa de 2016–17, mas o PSG impediu o clube de brigar pelo título vencendo a equipe de Malcom na semifinal por 4 a 1.
Seguindo na Liga Francesa, Malcom marcou sete gols em toda temporada e contribuiu diretamente para o Bordeaux garantir-se na sexta colocação, ganhando assim uma vaga nos Play-offs da Liga Europa da próxima temporada.

#### 2017–18
Vivendo boa fase no Bordeaux, o clube adquiriu mais 15% dos direitos econômicos do atleta no dia 27 de setembro de 2017, por 4,5 milhões de euros.
Malcom teve seu grande momento na Ligue 1 de 2017–18. O brasileiro não marcou gols fora dessa competição, mas na Liga chegou a marca de 12 tentos, com destaque para seu doblete diante o Olympique Lyonnais na terceira rodada.
Tamanho destaque fez com que o brasileiro fosse valorizado no mercado. Clubes de todo o mundo visaram o seu futebol e tentaram a contratação do atacante brasileiro.

### Barcelona

#### 2018–19
Em 23 de julho de 2018, a Roma e o Bordeaux anunciaram um acordo pela transferência de Malcom. Entretanto, o Barcelona entrou na negociação nas últimas horas, travando o acordo. No dia seguinte, o Barcelona anunciou sua contratação por 41 milhões de euros.
Seu primeiro gol oficial pelo Barça foi no dia 6 de novembro, num empate em 1 a 1 contra Internazionale, em partida válida pela Liga dos Campeões da UEFA. Em jogo realizado no Estádio Giuseppe Meazza, o brasileiro abriu o placar, mas os mandantes empataram com o argentino Mauro Icardi. Malcom voltou a balançar as redes no dia 5 de dezembro, numa goleada por 4 a 1 contra o Cultural Leonesa, em jogo válido pela segunda fase da Copa do Rei.
A estadia de Malcom na Catalunha foi muito curta, tendo terminado na mesma época de sua estreia. O brasileiro atuava pelos lados do campo, estando em disputa com atletas como Lionel Messi, Philippe Coutinho e Ousmane Dembélé. Tal disputa fizera com que o camisa 14 fosse utilizado muitas vezes como meio-campista, entrando normalmente no lugar de seu compatriota Arthur Melo.
Malcom chegou a marcar quatro gols em 24 partidas com os Culés. O atacante balançou as redes do Real Madrid, Villarreal, Inter de Milão e do Leonesa. O jogador esteve no elenco semifinalista da Liga dos Campeões da UEFA de 2018–19, finalista da Copa del Rey de 2018–19, mas só conquistou o troféu da La Liga.
Por conta de más atuações e do rendimento abaixo do esperado, o atacante teve o seu nome ligado ao Tottenham. Além disso, o Barcelona sinalizou que estaria disposto a emprestá-lo. Everton, Guangzhou Evergrande e outros times demonstraram interesse no jogador.

### Zenit

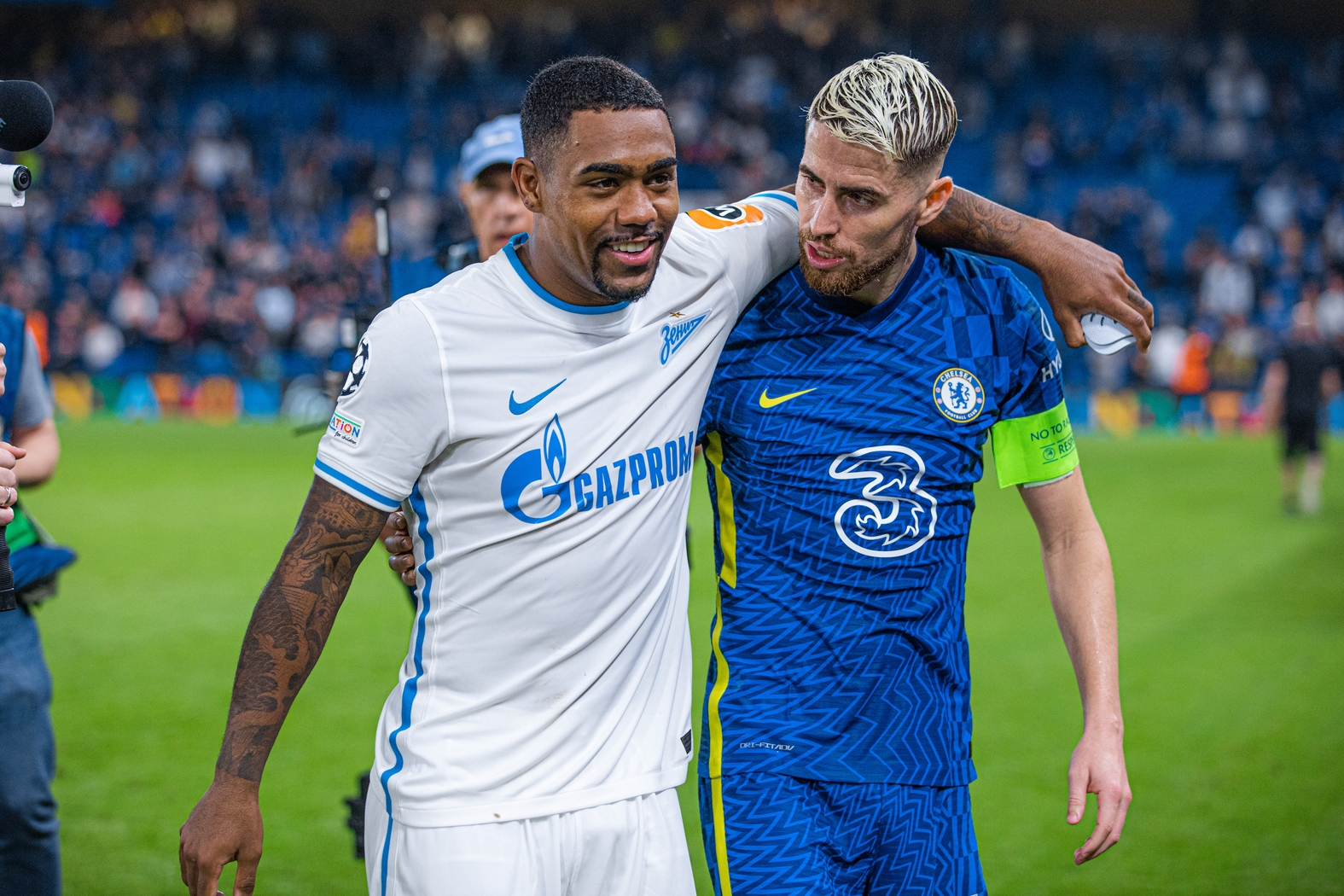
Malcom e Jorginho em 2021.

Em 2 de agosto de 2019, o Barcelona confirmou a venda de Malcom ao Zenit por 40 milhões de euros (169 milhões de reais) e mais 5 milhões de euros (21,4 milhões de reais) em variáveis. O atacante foi anunciado no dia 2 de agosto, recebendo a camisa número 8 e assinando um contrato válido por cinco temporadas.
Realizou sua estreia pela equipe dois dias depois, no empate em 1 a 1 com o Krasnodar, em jogo válido pela Premier League Russa. O brasileiro foi vítima de racismo, com alguns torcedores fanáticos abrindo uma faixa reclamando da contratação de um jogador negro.
Marcou seu primeiro gol pelo clube no dia 14 de março de 2020, numa goleada por 7 a 1 sobre o Ural, válida pela Premier League Russa.
Em 2021, passou a utilizar a camisa número 10 da equipe. Em 22 de julho de 2022, Malcom renovou seu contrato com o Zenit até junho de 2027.
Em sua última temporada pelo Zenit, Malcom foi eleito o melhor jogador no Campeonato Russo e se tornou o artilheiro ao fazer 23 gols. Ao fim da temporada ele deixou o clube, onde realizou 109 jogos, 42 gols, 24 assistências e conquistou 9 títulos (quatro ligas russas, quatro Supercopas Russas e uma Copa da Rússia).

### Al-Hilal
Em 24 de julho de 2023, Malcom foi negociado pelo Al-Hilal com Zenit, por um valor de 45 milhões de euros (R$230 milhões), mais 15 milhões de euros (R$65 milhões) em bônus. Esta transferência é a mais cara da história do futebol russo ultrapassando a negociação do mesmo Zenit com  Shanghai SIPG, da China, por Hulk que custou 56 milhões de euros em 2016.
Malcom estreou pelo Al Hilal com gol e gol decisivo contra o Al Ittihad e avançou para as semifinais da Liga dos Campeões Árabe no dia 5 de agosto de 2023.

## Seleção Brasileira
Sub-20
Em 2014, Malcom foi pré-convocado pelo treinador das categorias de base do Brasil, Alexandre Gallo para disputar um torneio com a seleção Sub-21 na China.
Em 2015 foi convocado para Seleção Brasileira Sub-20 para 12 jogos, onde marcou 1 gol e realizou 2 assistência. Nesse ano participou do Mundial Sub 20 e do Campeonato Sul-americano Sub-20.
Em 2016 foi convocado para Seleção Brasileira Sub. 20 para 2 jogos, onde marcou 1 gol e realizou 1 assistência.
Sub-23
Em 2016 foi convocado aos 18 anos pela primeira vez para a Seleção Brasileira Sub-23 onde participou de 1 jogo.
Convocado pelo técnico André Jardine para disputar os Jogos Olímpicos de Tóquio 2020 e defender o primeiro título conquistado nos Jogos Olímpicos de Rio 2016. Participou de toda campanha, jogando 6 jogos e fazendo o gol do título ao Brasil na conquista do Bicampeonato olímpico.
Principal
No dia 21 de setembro de 2018, foi convocado por Tite para os amistosos contra Arábia Saudita e Argentina.
Voltou a ser convocado no dia 27 de agosto de 2021 para as partidas de setembro contra Chile, Argentina e Peru pelas Eliminatórias da Copa do Mundo FIFA de 2022.
No dia 28 de maio de 2023 voltou a ser convocado dessa vez pelo técnico interino Ramón Menezes para amistosos contra Guiné e Senegal.

## Estatísticas

### Clubes
Abaixo estão listados todos os jogos, gols e assistências do futebolista por clubes.
| Clube             | Temporada         | Campeonato nacional | Campeonato nacional | Campeonato nacional | Copa nacional[a] | Copa nacional[a] | Copa nacional[a] | Competições continentais[b] | Competições continentais[b] | Competições continentais[b] | Outros torneios[c] | Outros torneios[c] | Outros torneios[c] | Total | Total | Total   |
| Clube             | Temporada         | Jogos               | Gols                | Assist.             | Jogos            | Gols             | Assist.          | Jogos                       | Gols                        | Assist.                     | Jogos              | Gols               | Assist.            | Jogos | Gols  | Assist. |
| ----------------- | ----------------- | ------------------- | ------------------- | ------------------- | ---------------- | ---------------- | ---------------- | --------------------------- | --------------------------- | --------------------------- | ------------------ | ------------------ | ------------------ | ----- | ----- | ------- |
| Corinthians       | 2014              | 20                  | 2                   | 0                   | 3                | 0                | 0                | —                           | —                           | —                           | 2                  | 0                  | 0                  | 25    | 2     | 0       |
| Corinthians       | 2015              | 31                  | 5                   | 1                   | 2                | 0                | 0                | 3                           | 0                           | 0                           | 10                 | 3                  | 0                  | 46    | 8     | 1       |
| Corinthians       | 2016              | —                   | —                   | —                   | —                | —                | —                | —                           | —                           | —                           | 2                  | 0                  | 0                  | 2     | 0     | 0       |
| Corinthians       | Total             | 51                  | 7                   | 1                   | 5                | 0                | 0                | 3                           | 0                           | 0                           | 14                 | 3                  | 0                  | 73    | 10    | 1       |
| Bordeaux          | 2015–16           | 12                  | 1                   | 1                   | 1                | 1                | 0                | —                           | —                           | —                           | —                  | —                  | —                  | 13    | 2     | 1       |
| Bordeaux          | 2016–17           | 37                  | 7                   | 3                   | 8                | 2                | 1                | —                           | —                           | —                           | –                  | –                  | –                  | 45    | 9     | 4       |
| Bordeaux          | 2017–18           | 35                  | 12                  | 7                   | 1                | 0                | 0                | 2                           | 0                           | 0                           | —                  | —                  | —                  | 38    | 12    | 7       |
| Bordeaux          | Total             | 84                  | 20                  | 11                  | 10               | 2                | 1                | 2                           | 0                           | 0                           | –                  | –                  | –                  | 96    | 23    | 12      |
| Barcelona         | 2018–19           | 15                  | 1                   | 2                   | 6                | 2                | 0                | 3                           | 1                           | 0                           | —                  | —                  | —                  | 24    | 4     | 2       |
| Barcelona         | Total             | 15                  | 1                   | 2                   | 6                | 2                | 0                | 3                           | 1                           | 0                           | —                  | —                  | —                  | 24    | 4     | 2       |
| Zenit             | 2019–20           | 12                  | 4                   | 1                   | 3                | 0                | 1                | —                           | —                           | —                           | —                  | —                  | —                  | 15    | 4     | 2       |
| Zenit             | 2020–21           | 21                  | 3                   | 3                   | —                | —                | —                | 3                           | 0                           | 0                           | 1                  | 0                  | 0                  | 25    | 3     | 3       |
| Zenit             | 2021–22           | 24                  | 8                   | 6                   | 1                | 0                | 0                | 8                           | 1                           | 1                           | 1                  | 0                  | 0                  | 34    | 9     | 7       |
| Zenit             | 2022–23           | 27                  | 23                  | 9                   | 5                | 2                | 0                | —                           | —                           | —                           | 1                  | 1                  | 0                  | 33    | 26    | 9       |
| Zenit             | 2023–24           | –                   | –                   | –                   | –                | –                | –                | –                           | –                           | –                           | 1                  | 0                  | 0                  | 1     | 0     | 0       |
| Zenit             | Total             | 84                  | 38                  | 19                  | 9                | 2                | 1                | 11                          | 1                           | 1                           | 4                  | 1                  | 0                  | 109   | 42    | 21      |
| Al-Hilal          | 2023–24           | 18                  | 9                   | 5                   | 3                | 1                | 0                | 8                           | 3                           | 2                           | 0                  | 0                  | 0                  | 29    | 13    | 7       |
| Al-Hilal          | Total             | 18                  | 9                   | 5                   | 3                | 1                | 0                | 8                           | 3                           | 2                           | 0                  | 0                  | 0                  | 29    | 13    | 7       |
| Total na carreira | Total na carreira | 252                 | 75                  | 38                  | 33               | 8                | 2                | 27                          | 5                           | 3                           | 18                 | 4                  | 0                  | 331   | 92    | 43      |

- a. ^ Jogos da Copa do Brasil, Copa da França, Copa da Liga Francesa, Copa do Rei, Copa da Rússia
- b. ^ Jogos da Copa Libertadores, Liga dos Campeões da UEFA e Liga Europa
- c. ^ Jogos do Campeonato Paulista e Supercopa da Rússia

### Seleção Brasileira
Abaixo estão listados todos os jogos, gols e assistências do futebolista pela Seleção Brasileira, desde as categorias de base.
Seleção Principal
| Ano               | Jogos Olímpicos | Jogos Olímpicos | Jogos Olímpicos | Amistosos | Amistosos | Amistosos | Total | Total | Total   |
| Ano               | Jogos           | Gols            | Assist.         | Jogos     | Gols      | Assist.   | Jogos | Gols  | Assist. |
| ----------------- | --------------- | --------------- | --------------- | --------- | --------- | --------- | ----- | ----- | ------- |
| 2023              | —               | —               | —               | —         | —         | —         | 2     | 0     | 0       |
| Total na carreira | 0               | 0               | 0               | 0         | 0         | 0         | 2     | 0     | 0       |

Seleção Sub–23
| Ano               | Jogos Olímpicos | Jogos Olímpicos | Jogos Olímpicos | Amistosos | Amistosos | Amistosos | Total | Total | Total   |
| Ano               | Jogos           | Gols            | Assist.         | Jogos     | Gols      | Assist.   | Jogos | Gols  | Assist. |
| ----------------- | --------------- | --------------- | --------------- | --------- | --------- | --------- | ----- | ----- | ------- |
| 2016              | —               | —               | —               | 1         | 0         | 0         | 1     | 0     | 0       |
| 2021              | 6               | 1               | 0               | 1         | 0         | 0         | 7     | 1     | 0       |
| Total na carreira | 6               | 1               | 0               | 2         | 0         | 0         | 7     | 1     | 0       |

#### Seleção Sub–20
| Ano               | Campeonato Mundial | Campeonato Mundial | Campeonato Mundial | Campeonato Sul–Americano | Campeonato Sul–Americano | Campeonato Sul–Americano | Amistosos | Amistosos | Amistosos | Total | Total | Total   |
| Ano               | Jogos              | Gols               | Assist.            | Jogos                    | Gols                     | Assist.                  | Jogos     | Gols      | Assist.   | Jogos | Gols  | Assist. |
| ----------------- | ------------------ | ------------------ | ------------------ | ------------------------ | ------------------------ | ------------------------ | --------- | --------- | --------- | ----- | ----- | ------- |
| 2015              | 5                  | 0                  | 0                  | 6                        | 1                        | 2                        | 1         | 0         | 0         | 12    | 1     | 2       |
| 2016              | —                  | —                  | —                  | —                        | —                        | —                        | 2         | 1         | 1         | 2     | 1     | 1       |
| Total na carreira | 5                  | 0                  | 0                  | 6                        | 1                        | 2                        | 3         | 1         | 1         | 14    | 2     | 3       |

## Títulos

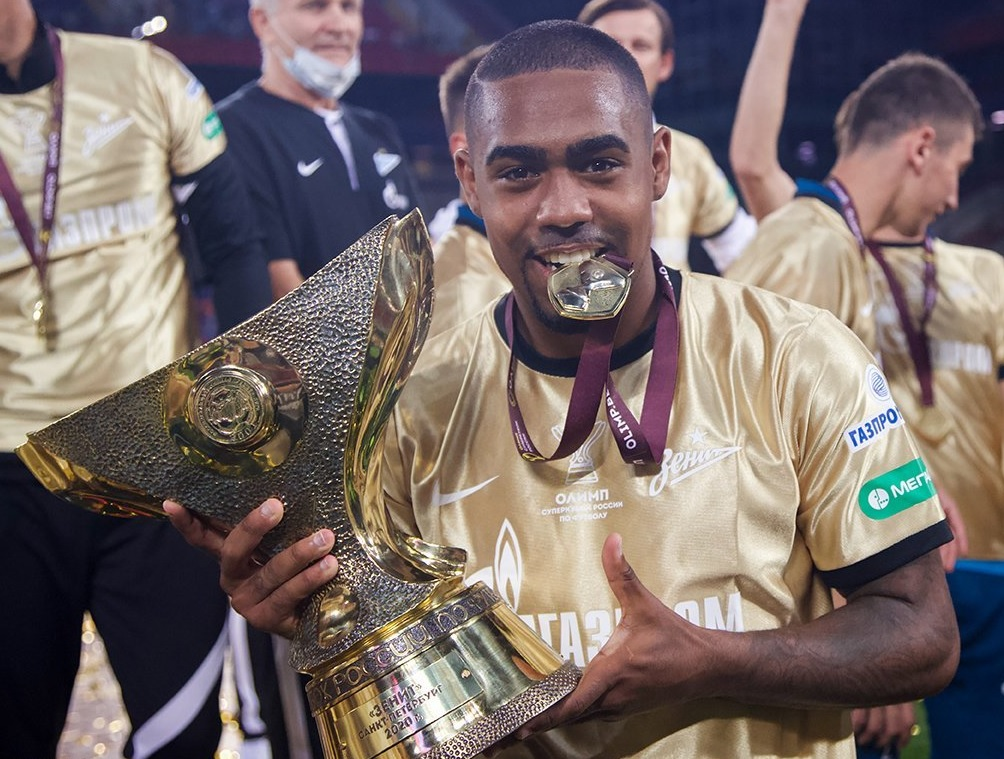
Malcom com o troféu da Supercopa da Rússia de 2020.

#### Corinthians
- Campeonato Brasileiro: 2015

Barcelona
- La Liga: 2018–19

Zenit
- Premier League Russa: 2019–20, 2020–21, 2021–22 e 2022–23
- Copa da Rússia: 2019–20
- Supercopa da Rússia: 2020, 2021, 2022 e 2023

Al-Hilal
- Supercopa da Arábia Saudita: 2023 e 2024
- Campeonato Saudita: 2023–24
- Copa do Rei: 2023–24

Seleção Brasileira
- Jogos Olímpicos: 2020

### Prêmios individuais
- 40 jovens promessas do futebol mundial de 2014 (The Guardian)[46]
- 52º melhor jogador sub-21 de 2016 (FourFourTwo)[47]

### Artilharias
- Supercopa da Arábia Saudita de 2023: (3 gols)